# Hipokampus
Hipokampus je pomembna možganska struktura, vidna kot vzdolžna izboklina v spodnjem rogu stranskega ventrikla, in je del limbičnega lobusa. Morfološko in histološko gledano je del skorje velikih možganov, ki je na prekatni strani prekrit s plastjo bele substance. Skupaj z medialno ležečo dentatno progo tvori hipokampusov kompleks. Vsak človek ima v možganih dva hipokampusa, v levem in desnem režnju. Gre za možganski predel, ki igra ključno vlogo v pomnenju, kratkoročnem in prostorskem spominu. Pomen hipokampusa v prostorski orientaciji so potrdile številne študije, ki so pokazale, da se pri ljudeh, ki se na primer aktivno ukvarjajo z vožnjo, precej poveča. Svoje ime je dobil, ker po obliki spominja na morskega konjička (lat. Hippocampus).